# Берингер, Оскар
Оскар Берингер или Беринджер (нем. Oscar Beringer; 14 июля 1844, Фуртванген — 21 февраля 1922, Лондон) — британский пианист немецкого происхождения.

## Биография
Вместе с семьёй оказался в Англии в 1849 году, после того, как его отцу пришлось покинуть Германию по политическим причинам. Получив музыкальное образование в семье, у старшей сестры, дебютировал с концертами в 1859 году, выступая даже в Хрустальном дворце. 
Ощутив необходимость в систематической подготовке, в 1864 году поступил в Лейпцигскую консерваторию, где учился у Карла Райнеке, Игнаца Мошелеса, Луи Плайди и других, а с 1866 г. продолжил образование в Берлине, в том числе у Карла Таузига. 
В 1869 г. Таузиг принял его ассистентом в свою школу пианистов, но в 1871 году Берингер вернулся в Англию и возобновил концертную карьеру. В частности, 14 октября 1882 года он впервые в Англии исполнил Второй фортепианный концерт Иоганнеса Брамса. 
Одновременно в 1873 г. он открыл в Лондоне собственную «Академию высшего развития фортепианной игры» (англ. Academy for the Higher Development of Pianoforte Playing) и руководил ею до 1897 года; в то же время с 1885 г. преподавал в Королевской академии музыки. Берингеру принадлежит ряд фортепианных этюдов, преимущественно дидактического назначения, другие пьесы, вокальные сочинения. Свой преподавательский опыт и взгляды на фортепианную игру обобщил в книге «Пятидесятилетний опыт игры и преподавания фортепиано» (англ. Fifty Years' Experience of Pianoforte Teaching and Playing).